# JR貨物M250系電力動車組
M250系是日本貨物鐵道（JR貨物）所擁有的一種貨運專用電力動車組，主要是用於運載集裝箱。這款電力動車組在當時是全球首創，其目的是為了減低環境污染，包括噪音、廢氣等。列車由日本車輛製造、川崎重工業及東芝負責製造，於2003年起開始運用。

## 概要
日本鐵路時刻表於2004年3月13日作出修改，佐川急便也開始營運東京貨運站至大阪安治川口站的臨時高速貨運列車服務，班次使用了這款貨運動車組。隨著貨運需求於日後增加，其臨時貨運列車班次也轉為定期班次，逢週日或假日停駛。
這款貨運電聯車有一暱稱為“Super Rail Cargo”，獲2004年度國土交通大臣獎的環保產品及環保服務獎項，2005年獲鐵道友之會藍絲帶獎，成為自1969年的EF66型機車以來，首款獲獎的非載客列車，也是JR貨物成立後第一次獲頒藍絲帶獎的鐵路車輛。

## 列車編組／配屬
每組M250系為數16節（4動12拖，推拉式運行），當中第1、2、15及16節帶有動力，中間的第3至14節為不帶動力的拖車。列車每2節為一單元，包括動車Mc250+M251，及拖車T260+T261。現時共有12節動車及30節拖車，16節編成兩列以及預備車10節編成。每節動車裝有4台220kW交流牽引電動機，一組完整列車的輸出為3520kW。全數M250系均配屬大井機務段。

## 外部連結
- 車輛介紹（鐵道友之會）（日語）
- 車輛介紹（SG控股）（日語）